# Fliscorne
O fliscorne (do inglês flugelhorn, nome disseminado no Brasil; em alemão Flügelhorn) é um instrumento de sopro do grupo dos metais, da família dos trompetes, porém tendo uma campana (em inglês, bell) consideravelmente mais longa, ampla e aberta do que a do trompete, possuindo um trecho cilíndrico comparativamente maior.
A origem do nome Flügelhorn vem do alemão flügel (asa; ala) e horn (chifre; corne; trompa). O instrumento foi originalmente concebido nos meios militares, para comandar as alas da infantaria e da cavalaria, de maneira análoga a uma corneta.
Ao princípio, era recurvado em forma de meia-lua e, mais tarde, ganhou o aspecto enrolado, de maneira semelhante ao trompete, mas com tubo cónico.  Na sua forma primordial, possuía chaves, mais tarde substituídas por pistões.

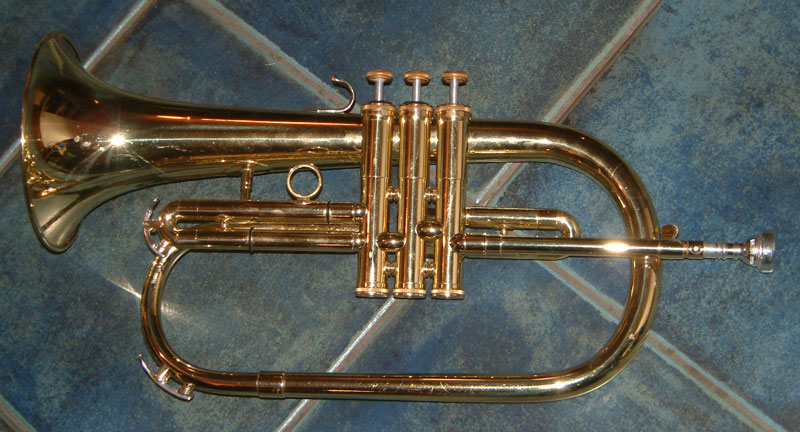
Um Fliscorno, ou Flugelhorn, de pistões

## O mesmo instrumento com outra definição
O fliscorne é um instrumento musical com um timbre diferenciado, mais suave, com afinação em Si bemol (figura ao lado), fabricado com tubo de diâmetro interno (geralmente em torno de 0.460") próximo ao do trompete.  A sua campana é mais larga, o que gera uma sonoridade mais aveludada e introspectiva, porém dotada de menor projeção do som; também apresentando uma volta do tubo mais espaçosa.
No jazz, vários artistas do trompete alternativamente dedicam-se a este instrumento musical. Alguns dos mais conhecidos são Freddie Hubbard, Clark Terry e Shorty Rogers. Um trompetista que usou largamente o fliscorne com muito êxito foi Chet Baker: seu disco Baker's Holiday foi gravado com fliscorne.
O artista Chuck Mangione sempre foi um adepto do fliscorne em Si bemol, gravando um sem número de composições com o instrumento. Seu primeiro sucesso, "Feels So Good", fez voltarem-se as atenções a esse belo instrumento melódico na década de 80.